# Jack Mulhall

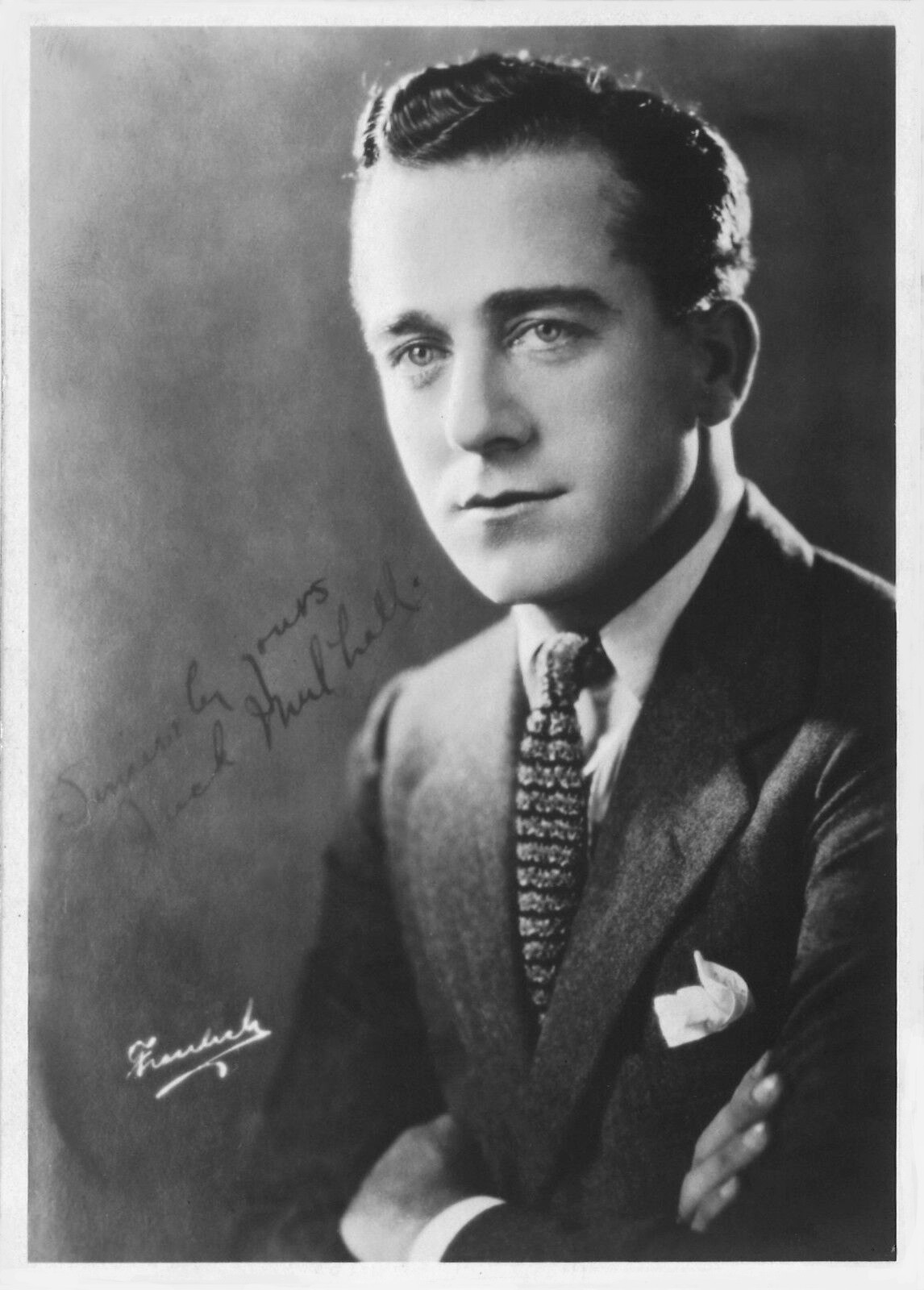
Jack Mulhall (um 1920)

Jack Mulhall (* 7. Oktober 1887 in Wappingers Falls, New York als John Joseph Francis Mulhall; † 1. Juni 1979 in Woodland Hills, Los Angeles, Kalifornien) war ein US-amerikanischer Schauspieler, ein Filmstar der Stummfilmära, dessen filmisches Schaffen mehr als 450 Film- und Fernsehproduktionen zwischen 1910 und 1959 umfasst.

## Leben und Karriere

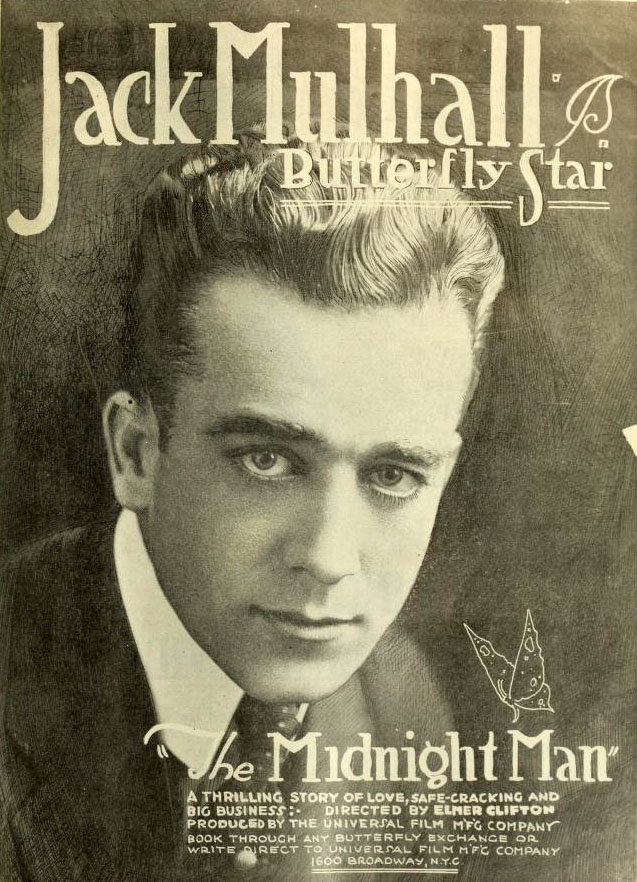
Mulhall auf dem Filmplakat zu The Midnight Man (1917)

Mulhall begann seine Karriere im Jugendalter als Sänger im Zirkus, danach arbeitete er sich mit Auftritten in Vaudeville-Shows und in reisenden Theatergruppen zu einem ernstzunehmenden Darsteller hoch. Die ersten Filmauftritte von Mulhall, damals Anfang Zwanzig, sind für das Jahr 1910 bei Biograph Company nachgewiesen, wo David Wark Griffith damals filmtechnisch wegweisende Filme drehte. Ab Mitte der 1910er-Jahre war Mulhall als Hauptdarsteller von Filmen etabliert und erreichte entsprechende Popularität. Er drehte einige Jahre für die Metro Pictures Corporation, aus der Metro-Goldwyn-Mayer hervorging, und trat statt in Kurzfilmen zunehmend in aufwendiger produzierten Langspielfilmen auf.
Mulhall wurde durch damals populäre Filme wie The Social Buccaneer, The Mad Whirl oder We Moderns zu einem Filmstar der Roaring Twenties. Er spielte insbesondere in leichten Komödien den eleganten Mann von Welt, mehrfach mit Dorothy Mackaill als seiner Filmpartnerin. Zu seinen weiteren Filmpartnerinnen zählten unter anderem Colleen Moore, Constance Talmadge, Norma Talmadge, Billie Dove und Corinne Griffith. Laut seinem Nachruf in der New York Times galt er als der erste männliche Schauspieler in Hollywood, der 1000 Dollar die Woche verdiente. Er trat neben Komödien auch in anderen Genres auf, etwa 1923 als Hauptdarsteller der Jack-London-Verfilmung The Call of the Wild.
Mit Anbruch des Tonfilms Ende der 1920er-Jahre blieb Mulhall dank seiner angenehmen Stimme zunächst in Hauptrollen besetzt, doch schon wenige Jahre später schwand seine Popularität. Ab Mitte der 1930er-Jahre hatte er nur noch in B-Filmen und Filmserials mitunter größere Auftritte, während er bei hochkarätigen Filmproduktionen für seine kleinen Nebenrollen oft im Abspann ungenannt blieb. Hinzu kam, dass er im Börsencrash 1929 und in der nachfolgenden Great Depression große Teile seines auf über eine Million Dollar geschätzten Vermögens verloren hatte. Mulhall nahm den karrieretechnischen Fall von außen gelassen hin, soll aber bis zu seinem Tod verwundert darüber gewesen sein. „Schauspieler können wohl keine guten Geschäftsleute sein“, kommentierte er einmal zu seinen Fehlinvestitionen.
Zu seinen nennenswerteren Rollen der Tonfilmära gehören seine Auftritte in Filmserials; so spielte er 1934 die Hauptrolle in Burn 'Em Up Barnes und hatte anschließend Nebenrollen in Flash Gordon’s Trip to Mars (1938) und Buck Rogers (1939). Doch in den meisten seiner späteren Filme hatte er nur Kurzauftritte, darunter mehrfach als Polizist, Reporter oder Arzt. Neben vielen weiteren Filmauftritten war er ab den 1930er-Jahren auch im US-Radio zu hören und spielte in den späten 1940er-Jahren in Blackouts, einer erfolgreichen Bühnenrevue von Ken Murray. Nachdem er zuletzt auch im neuen Medium Fernsehen aufgetreten war, zog sich der inzwischen über 70-jährige Mulhall nach dem Film Auf U-17 ist die Hölle los 1959 aus dem Filmgeschäft zurück. Danach blieb der Filmveteran noch bis 1974 als Vertragsverhandler und Repräsentant für die Schauspielgewerkschaft Screen Actors Guild aktiv.
Mulhalls heiratete seine erste Frau Bertha Vuillot im Jahr 1909, sie starb allerdings früh. Mit seiner zweiten Frau Laura Bunton war er von 1916 bis zu ihrem Suizid 1921 verheiratet, sie hatten einen Sohn namens John. Mit seiner dritten Ehefrau Evelyn Mulhall (1901–1994) war er von 1922 bis zu seinem Tod verheiratet.  Mulhall starb 1979 im Alter von 91 Jahren im Motion Picture & Television Country House, in das er zwei Jahre vor seinem Tod gezogen war. Ihm ist seit 1960 ein Stern auf dem Hollywood Walk of Fame in der Kategorie Film gewidmet.

## Filmografie (Auswahl)
- 1910: The Fugitive (Kurzfilm)
- 1914: For Her People (Kurzfilm)
- 1915: The Girl Hater (Kurzfilm)
- 1916: The Place Beyond the Winds
- 1916: The Price of Silence
- 1917: Fighting for Love
- 1917: Love Aflame
- 1917: Mr. Dolan of New York
- 1917: The Flame of Youth
- 1917: The Midnight Man
- 1918: Wild Youth
- 1918: The Whispering Chorus
- 1919: Don’t Change Your Husband
- 1919: Whom the Gods Would Destroy
- 1919: The Merry-Go-Round
- 1920: You Never Can Tell
- 1921: The Little Clown
- 1921: Molly O'
- 1922: Eine Zuchthaustragödie (Flesh and Blood)
- 1922: Midnight
- 1922: Dusk to Dawn
- 1922: The Forgotten Law
- 1923: The Social Buccaneer
- 1923: An der Grenze des Gesetzes (Within the Law)
- 1923: Pancho Lopez, der Bandit (The Bad Man)
- 1923: The Call of the Wild
- 1924: Die Mädchenhändler von New York (Into the Net)
- 1924: The Breath of Scandal
- 1925: The Mad Whirl
- 1925: Das Mädel mit den Dollar-Millionen (Joanna)
- 1925: Ein Mädel von Klasse (Classified)
- 1925: Wir Modernen (We Moderns)
- 1926: Pleasures of the Rich
- 1926: Die Braut am Scheidewege (Subway Sadie)
- 1927: Fräulein – Bitte Anschluss! (Orchids and Ermine)
- 1927: Smile, Brother, Smil
- 1927: Man Crazy
- 1928: Ladies' Night im türkischen Bad (Ladies’ Night in a Turkish Bath)
- 1929: Children of the Ritz
- 1929: Two Weeks Off
- 1929: The Show of Shows
- 1930: In the Next Room
- 1930: Road to Paradise
- 1932: Sally of the Subway
- 1933: Die drei Musketiere (The Three Musketeers)
- 1934: Die gute alte Zeit (The Old Fashioned Way)
- 1934: Sophie kann’s nicht lassen (The Notorious Sophie Lang)
- 1934: Cleopatra
- 1934: Ich kämpfe für dich (Evelyn Prentice)
- 1934: Das ist geschenkt (It’s a Gift)
- 1934: Broadway Bill
- 1934: Burn 'Em Up Barnes (Filmserial)
- 1935: Mississippi
- 1935: Die öffentliche Meinung (Reckless)
- 1935: Der Verräter (The Informer)
- 1935: Love Me Forever
- 1935: Männer ohne Namen (Men Without Names)
- 1935: The Gay Deception
- 1935: The Big Broadcast of 1936
- 1935: Der Untergang von Pompeji (The Last Days of Pompeii)
- 1936: Seine Sekretärin (Wife vs. Secretary)
- 1936: Hände hoch! (The Country Beyond)
- 1936: Show Boat
- 1936: Undersea Kingdom (Filmserial)
- 1936: Charlie Chan beim Pferderennen (Charlie Chan at the Race Track)
- 1936: Verbrecherjagd (Murder with Pictures)
- 1936: The Big Broadcast of 1937
- 1936: Lustige Sünder (Libeled Lady)
- 1936: Geliebter Rebell (Beloved Enemy)
- 1937: Der Liebesreporter (Love Is News)
- 1937: … und ewig siegt die Liebe (History Is Made at Night)
- 1937: Assistenzarzt Dr. Kilder (Internes Can’t Take Money)
- 1937: Wings Over Honolulu
- 1937: Topper – Das blonde Gespenst (Topper)
- 1937: 100 Mann und ein Mädchen (One Hundred Men and a Girl)
- 1937: Radio Patrol (Filmserial)
- 1938: Of Human Hearts
- 1938: Mad About Music
- 1938: Flash Gordon’s Trip to Mars (Filmserial)
- 1938: Du und ich (You and Me)
- 1938: Ein Gladiator namens Hugo (The Gladiator)
- 1938: Dr. Kildare: Sein erster Fall (Young Dr. Kildare)
- 1939: Ein ideales Paar (Made for Each Other)
- 1939: Buck Rogers (Filmserial)
- 1939: Drunter und drüber (It’s a Wonderful World)
- 1939: First Love
- 1940: Broadway Melodie 1940 (Broadway Melody of 1940)
- 1940: Schwarzer Freitag (Black Friday)
- 1940: Die wunderbare Rettung (Strange Cargo)
- 1940: Liebling, du hast dich verändert (I Love You Again)
- 1940: Heiße Rhythmen in Chicago (Strike Up the Band)
- 1940: Dritter Finger, linke Hand (Third Finger, Left Hand)
- 1940: Die Stunde der Vergeltung (The Son of Monte Cristo)
- 1940: Die Rache der kupfernen Schlange (Mysterious Doctor Satan)
- 1941: Cheers for Miss Bishop
- 1941: Buck Privates
- 1941: Seitenstraße (Back Street)
- 1941: Las Vegas Nights
- 1941: Adventures of Captain Marvel (Serial)
- 1941: Phantom des Schreckens (Invisible Ghost)
- 1941: Zwei von der Marine (In the Navy)
- 1941: Die ewige Eva (It Started with Eve)
- 1941: Sprechstunde für Liebe (Appointment for Love)
- 1941: Dick Tracy vs. Crime, Inc. (Filmserial)
- 1942: Wake Island
- 1942: Der gläserne Schlüssel (The Glass Key)
- 1942: Lodernde Flammen (The Forest Rangers)
- 1943: Neun Kinder und kein Vater (The Amazing Mrs. Holliday)
- 1943: Hers to Hold
- 1943: Der Sheriff von Kansas (The Kansan)
- 1943: Korvette K 225 (Corvette K-225)
- 1943: Gangsterjagd in Brooklyn (Whistling in Brooklyn)´
- 1944: Die Träume einer Frau (Lady in the Dark)
- 1944: An American Romance
- 1945: The Man Who Walked Alone
- 1945: Jagd auf Dillinger (Dillinger)
- 1945: San Francisco Lilly (Flame of Barbary Coast)
- 1946: Liebe zwischen Krieg und Frieden (The Searching Wind)
- 1946: Mit Pinsel und Degen (Monsieur Beaucaire)
- 1948: Lulu Belle
- 1949: My Friend Irma
- 1951–1952: Boston Blackie (Fernsehserie, 3 Folgen)
- 1951–1955: The Adventures of Kit Carson (Fernsehserie, 3 Folgen)
- 1952: The Miraculous Blackhawk: Freedom’s Champion (Filmserial)
- 1952: Nur für Dich (Just for You)
- 1952: Craig Kennedy, Criminologist (Fernsehserie, 7 Folgen)
- 1955: Todesfaust (Tennessee’s Partner)
- 1955: Der Mann mit dem goldenen Arm (The Man with the Golden Arm)
- 1956: Geschöpf des Schreckens (The She-Creature)
- 1956: In 80 Tagen um die Welt (Around the World in 80 Days)
- 1956/1958: Alfred Hitchcock präsentiert (Alfred Hitchcock Presents, Fernsehserie, 2 Folgen)
- 1958: Links und rechts vom Ehebett (I Married a Woman)
- 1958: Wyatt Earp greift ein (The Life and Legend of Wyatt Earp, Fernsehserie, 2 Folgen)
- 1959: 77 Sunset Strip (Fernsehserie, Folge 1x34)
- 1959: Auf U-17 ist die Hölle los (The Atomic Submarine)